# هنريك إيبسن
هنريك إيبسن (بالدنماركية: Henrik Ipsen)‏ هو لاعب كرة قدم ومدرب كرة قدم دنماركي في مركز حراسة المرمى، ولد في 30 يونيو 1973 في الدنمارك في مملكة الدنمارك. لعب مع نادي سوندرييسكه ونادي سيلكيبورج ونادي فايله.

## وصلات خارجية
- هنريك إيبسن على موقع قاعدة بيانات كرة القدم.إي يو (الإنجليزية)
- هنريك إيبسن على موقع عالم كرة القدم.نت (الإنجليزية)